# Мікела Кваттрочокке
Мікела Кваттрочокке (італ. Michela Quattrociocche) - італійська акторка.

## Кар'єра
Кінематографічний дебютом для Мікели в 2008 став комедійний фільм "Пробач за любов", режисер Федеріко Моччіа. У цьому фільмі вона зіграла Нікі, безтурботна 17-ти літня дівчина закохується в 37-річного чоловіка. Вона отримала роль після того як її мати відправила її фотографії на кастинг. Мікела пробувалася на роль коли здавала випускні іспити в школі. Після успіху "Пробач за любов" Кваттрочокке з'являвся і в інших фільмах режисера Моччіа: камео "Любов 14" і сіквел "Пробач, я хочу з тобою одружитися".

## Особисте життя
З 4 липня 2012 року Кваттрочокке була одружена з італійським футбольним гравцем Альберто Аквілані, від якого народила двох доньок: Аврору та Діаманте. 11 травня 2020 року пара оголосила про розлучення.

## Фільмографія
| Рік  | Фільм                             | Роль    | Режисер                 |
| ---- | --------------------------------- | ------- | ----------------------- |
| 2008 | Пробач за любов                   | Ніккі   | Федеріко Моччіа         |
| 2009 | Різдво в Беверлі-Хіллс            | Сюзанна | Нері Паренті            |
| 2010 | Пробач, я хочу з тобою одружитися | Ніккі   | Федеріко Моччіа         |
| 2010 | Півдня для тебе                   | Сільвія | Херберт Сімон Парагнані |

## Зовнішні посилання
- Мікела Кваттрочокке на сайті IMDb (англ.)(англ.)